# T. J. Guidarelli
Thomas Jason Guidarelli, jednostavnije T. J. Guidarelli (Lakeville, Minnesota, 27. siječnja 1977.) američki je profesionalni hokejaš na ledu. Igra na poziciji centra. Bio je član hrvatskog KHL Medveščaka u EBEL-u.

## Karijera
Igračku je karijeru započeo u jednoj od najjačih juniorskih liga na svijetu USHL-u (United States Hockey League) za klub TWIN Cities Vulcans. Od sezone 1997./98. do 2001. godine pohađao je studij i igrao za sveučilište Minnesota State, gdje je i diplomirao, da bi 2001./02. zaigrao u UHL-u za Quad City Makkards. Iste godine seli se u Europu te igra za SC Riesserse u njemačkoj drugoj ligi. Nešto kasnije, u sezoni 2005./06., prelazi u EHC München, a već iduće sezone prelazi u EV Landshut - s obje momčadi nastupa u njemačkoj drugoj ligi, a 2007./08. igra u francuskoj prvoj ligi za klub Amiens i u drugoj švicarskoj ligi za Olten, no ubrzo se ponovno vraća u Njemačku gdje igra za SC Riessersee. Ondje je s 24 gola i 32 asistencije u 48 susreta bio najbolji strijelac svoje momčadi. U pripremama za novu sezonu 2009./10. Guidarelli je potpisao za KHL Medveščak. Time je ponovo zaigrao s novopridošlim medvjedom Aaronom Foxom, prethodno zajednički čineći ubojiti dvojac na sveučilištu, a kasnije i u drugoj njemačkoj ligi. U sezoni 2009./10. Guidarelli je odigrao 63 utakmice za Medveščak postigavši 12 golova te ostvarivši 52 asistencije, a proveo je i 32 kaznene minute izvan leda. 1. travnja 2010. službeno je potvrđeno da je Guidarelliju ugovor produžen za jednu sezonu.

## Zanimljivosti
- Guidarelli u čast svog najboljeg prijatelja Justina koji je preminuo prije 12 godina, nosi dres s brojem 10.[4]

## Privatni život
Guidarelli od dolaska u Zagreb, živi na Trešnjevci s djevojkom Sarom. Ona je diplomirana kemičarka, dok je T. J. završio marketing i menadžment na sveučilištu Mankato u rodnoj Minnesoti.

## Statistika karijere
Bilješka: OU = odigrane utakmice, G = gol, A = asistencija, Bod = bodovi, +/- = plus/minus, KM = kaznene minute, GV = gol s igračem više, GM = gol s igračem manje, GO = gol odluke
| 2009./10. | KHL Medveščak | EBEL | 27 | 6 | 16 | 22 | -7 | 18 | 2 | 1 | 2 |  |  |  |  |  |  |  |  |  |

## Vanjske poveznice
- Profil na The Internet Hockey Database
- Profil na Eurohockey.net